# Айра Спрейг Боуен
Айра Спрейг Боуен (англ. Ira Sprague Bowen; 21 грудня 1898 — 6 лютого 1973) — американський фізик і астроном, член Національної АН США (1936).

## Життєпис
Народився в Сенека-Фолз (штат Нью-Йорк). У 1919 році закінчив Оберлінський коледж, продовжував освіту в Чиказькому університеті (1919—1921). Упродовж 1921—1946 років працював у Каліфорнійському технологічному інституті (з 1931 року — професор фізики). У 1946—1948 роках — директор обсерваторії Маунт-Вілсон, у 1948—1964 роках — директор об'єднаних обсерваторій Маунт-Вілсон і Маунт-Паломар.
Наукові роботи присвячені фізиці газових туманностей, фізиці космічних променів, розрахункам і конструюванню оптичних приладів, експериментальній спектроскопії. У 1920-х роках виконав низку досліджень з вакуумної спектроскопії, зокрема детально вивчив ультрафіолетові спектри атомів азоту, кисню, неону в різних стадіях йонізації; визначив енергетичні рівні цих йонів. Виходячи з отриманих результатів, 1927 року пояснив загадкові емісійні лінії в спектрах газових туманностей, що приписувалися гіпотетичному елементу «небулію». Ототожнив лінії «небулію» з забороненими лініями йонів Оксигену й Нітрогену і пояснив їхню велику інтенсивність високою населеністю метастабільних рівнів у розрідженій речовині туманностей. Ототожнив лінії Неону, виміряв довжини хвилі багатьох слабких заборонених ліній у спектрах туманностей; знайшов заборонені лінії поглинання в спектрі Сонця. Пояснив аномалії в інтенсивностях деяких дозволених ліній кисню й азоту в спектрах газових туманностей резонансним перенаселенням відповідних рівнів випромінюванням йона гелію (так званий боуенівський механізм, 1934).
У 1930—1938 роках брав участь у перших експериментах Р. Міллікена з вивчення природи космічних променів і впливу геомагнітних явищ на їхнє проходження через земну атмосферу.
Здійснив розрахунки оптичних систем і розробив конструкції різних приймачів випромінювання для телескопів обсерваторій Маунт-Вілсон і Маунт-Паломар тощо. Під його керівництвом проводилися доведення і дослідження 5-метрового дзеркала Паломарського телескопа. Сконструював допоміжне устаткування для цього телескопа, зокрема високоефективні спектрографи для фокусу куде. Запропонував схему оберненої системи Кассегрена для спектрографа, видозмінену схему телескопа Річі — Кретьєна з великим полем. Розробив пристрій, що дозволяє збирати більше світла в зображенні зорі на щілині спектрографа, — так званий дільник зображення (1938).
Член низки академій наук і наукових товариств.

## Відзнаки
Медаль Генрі Дрейпера Національної АН США (1942), ім. Поттса Інституту ім. Б. Франкліна (1946), премія Румфорда Американської академії мистецтв і наук (1949), ім. Ф. Айвза Американського оптичного товариства (1952), медаль Кетрін Брюс Тихоокеанського астрономічного товариства (1957), Золота медаль Лондонського королівського астрономічного товариства (1966).
Його ім'ям названо астероїд.